# Тамика Кечингс
Тамика Девон Качингс Смит (енгл. Tamika Devonne Catchings; рођена 21. јула 1979. године) је бивша америчка кошаркашица. 15 сезона је играла у једном ВНБА тиму из Индијане, са којим је освојила једно првенство 2012. године. Била је МВП лиге (2011) и МВП финалне серије (2012), као и пет пута најбољи одбрамбени кошаркаш читаве лиге (2005, 2006, 2009, 2010, 2012). Била је стандардна репрезентативка САД са којом је освојила четири златне Олимпијске медаље. Она је једна од девет кошаркашица које имају освојене НЦАА и ВНБА првенство као и олимпијску медаљу. 2011. године била је изабрана међу 15 најбољих кошаркашица у историји ВНБА лиге.
Карактерисали су је одличан шут са полу-дистанце, техника, скок као и одбрамбене могућности. Најпознатија је по статистичком учинку од пет-дабл или квинт-дабл са 25 поена, 18 скокова, 11 асистенција, 10 украдених лопти и 10 блокада постигнутих на једној утакмици. 

## Каријера
Тамика је рођена у Њу Џерзију, Средњу школу је провела у Данкавилу у Тексасу, где је проглашена најбољом кошаркашицом Америке у том узрасту. Колеџ каријеру је провела на Универзитету Тенеси са којим је освојила и шампионат колеџа.

### Колеџ статистика
| Година   | Тим    | УТ  | Пое  | ПШ%   | 3П%   | СБ%   | СПУ | АПУ | УПУ | БПУ | ППУ  |
| -------- | ------ | --- | ---- | ----- | ----- | ----- | --- | --- | --- | --- | ---- |
| 1998     | Тенеси | 39  | 711  | 53,7% | 36,4% | 76,0% | 8,0 | 2,4 | 2,6 | 1,6 | 18,2 |
| 1999     | Тенеси | 34  | 563  | 51,3% | 27,9% | 77,5% | 7,3 | 2,8 | 2,6 | 0,9 | 16,6 |
| 2000     | Тенеси | 37  | 580  | 47,5% | 33,1% | 76,7% | 7,9 | 2,7 | 2,5 | 0,8 | 15,7 |
| 2001     | Тенеси | 17  | 259  | 47,7% | 34,3% | 80,6% | 8,8 | 2,9 | 1,8 | 1,2 | 15,2 |
| Каријера |        | 127 | 2113 | 50,5% | 33,3% | 77,1% | 7,9 | 2,7 | 2,4 | 1,1 | 16,6 |

### ВНБА
Тамика је била изабрана као трећи пик у првој рунди драфта 2001. године од стране Индијане. Због повреде Ахилове тетиве није могла да игра у првој сезони. 2002. године је имала изванредну сезону и проглашена је са најбољег новајлију ВНБА лиге, док је просечно постизала 18,2 поена по утакмици. Током те сезоне је забележила рекордних 9 украдених лопти против Минесоте линкса. Њена најбоља сезона у каријери је била 2003. године са просечно 19,7 поена иако се тим Индијане није пласирао у плеј-оф.
2005. године, Тамика је постигла 2.000 поена у ВНБА. Тиме је постала кошаркашица која је најбрже дошла до ове цифре и то за само четири сезоне. Она је такође најбрже дошла и до 1.000 скокова, 400 асистенција и 300 украдених лопти. Те сезоне је проглашена најбољом одбрамбеном кошаркашицом лиге, што је била и 2009. и 2010. године. За 10. година лиге проглашена је међу 10 најбољих кошаркашица у њеној историји, а била и међу 15 најбољих за 15 година постојања ВНБА лиге.
Пре почетка сезоне 2008. године, Индијана је покушала трејдом да добије Кети Даглас, како би у пари са Тамиком имали моћан тим који би био када да освоји шампионат. Међутим и поред трејда и Индијана је рано елиминисана у плеј-офу од Детроита. Ипак већ 2009. године створила се јасна хемија између ове две водеће кошаркашице, и предводиле су свој тим до пласмана у финале ВНБА лиге што је њено прво финале у каријери. Иако су у финалној серији водиле против Феникса нису успеле да освоје шампионат. 
У 2011. години, Тамика је проглашена за МВП комплетне лиге са просеком од 15,5 поена, 7,1 скокова, 3,5 асистенција и 2,0 украдених лопти. Предводила је тим Индијане до 21 победе уз 13 пораза и првог места у Исочној конференцији. Ипак нису се прославиле у плеј-офу где су испали у финалу конференције од Атланте. У другој утакмици ове серије она је доживела повреду ноге због које није могла да пружи очекиване парртије.
Лета 2012. године, Индијана је направила промену у стартној постави, Кети Даглас је пребачена на позицију крила, Тамика на позицију крилног центра а Шавон Зелус на позицији бека шутера. Индијанаје завршила на другом месту на Источној конференцији са 22 победа и 12 пораза. Вратиле су се у финале, овог пута против шампиона Миннесоте. Победом од 3-1 у серији постали су тек други тим Источне конференције који је освојио ВНБА титулу, упркос не игрању Дагласове која је претрпела повреду зглоба у финалу Конференције. Тамика је у финалној утакмици серије постигла 25 поена и проглашена за МВП ВНБА финала.
Године 2014. Тамика је пропустила првих 17 утакмица у сезони и вратила 6 утакмица пре ВНБА ол-стара за коју је изабрана. Током ол-стар утакмице она је постигла победнички кош за екипу Истока шест секинди пре краја, којим је Исток победио резултатом 125-124. Индијана је ту сезону завршила на другом месту Источне конференције. Тамика је у плеј-офу премашила Лису Лесли са укупно 908 поена постигнутих у плеј-оф утакмицама, и то на утакмици против Вашингтона. Тог дана је постигла 22 поена, 7 украдених лопти и 10 скокова којима је надмашила Лису Лесли и у броју скокова у плеј-офу (471). Успеле су да дођу до финала у којем губе од Чикага скаја.
У октобру 2014. године, у ТВ интервјуу, она је најавила да ће се пензионисати након Олимпијаде 2016.:
„Ја ћу се повући у 2016, ако Бог да и ако моје тело држи. Иако планирам да се одем као играч који не могу рећи да ћу се удаљити од игре, захвална сам и благословена што сам имала прилику да играм игру коју сам толико дуго волела. Бог ме је стварно благословио невероватном каријером и сада је време за почетак преласка на оно изван линија кошаркарског терена.”
У сезони 2015. године Тамика је иѕабрана ѕа ол-стар десети пут.2016. године је направила 3.308 скокова у каријери чиме је рекордер ВНБА лиге. Такође је постала и друга кошаркашица у историји ВНБА-а која је имала 7.000 поена и 3.000 скокова. У задњој утакмици у ВНБА каријери 21. септембра 2016. године постигла је 13 поена и 10 скокова за 30 минута игре. Кариејр у је завршила са бројним индивидуалним признањима и достигнућима: прва по броју поена и скокова у плеј-офу, прва по укупном броју скокова, друга по броју постигнутих поена и прва по украденим лоптама. Уз 12 наступа у плеј-офу, 3 ВНБА финала и једном титулом сигурно једна од најзначајнијих кошаркашица у историји ВНБА лиге.

### Интернационална каријера
Попут многих америчких кошаркашица и она је искористила прилику да у зимских месеци игра преко окена за уносне уговоре како у Европи тако и у Азији. 2003. године је играла у Јужној Кореји. 2005. године прелази у Спартак из Москве. Кансије се још једном вратила у Јужну Кореју, да би 2006. године прешла у Пољску и са тимом из Гдиње освојила домаће првенство. На крају је и две сезоне провела у турском Галатасарају са којим је освојила два национална купа.

### Репрезентација
Са јуниорском репрезентацијом учествовала на светском првенству Мексику 1996. године, на којем су освојили сребрну медаљу изгубивши од екипе Бразила у финалу. На следећем првенству за кошаркашице испод 19 година 1997. године ипак долази до златне медаље. 
Са сениорском репрезентацијом бележи бројне успехе почевши од Светском првенства у Кини 2002. године када је са репрезентацијом освојила златну медаљу. Од Олимпијаде у Атини доминирају на Олимпијским играма са четири узастопна злата.
Била је изабрана међу дванаест кошаркашица које су путовале на Светко првенство 2010. у Чешкој Републици. Због згуснутог распореда у ВНБА лиги, репрезентација је имала само један дан припрема у Карловим Варима. Без обзира на то већ на првој утакмици су победили репрезентацију Грчке са 26 поена разлике. Тим је у првих пет утакмица наставио да доминира са победама од преко 20 поена разлике. Неколико играча је постигло велики број поена у првим утакмицама а нарочито Дијана Таурази, Линдси Вејлен, Силвија Фаулз и Маја Мур. Шеста утакмица била је против непоражене репрезентације Аустралије, када је репрезентација САД била у вођству од 24 поена али на крају победиле резултатом 83-75. Након тога су победиле следеће две утакмице за више од 30 поена разлике, а затим су се суочиле са домаћим тимом, репрезентацијом Чешке Републике. Америчка репрезентација је имала пет поена предности на полувремену, која је смањена и на три поена, али чехиње нису успеле да преломе. Репрезентација САД је освојила првенство и златну медаљу. Тамика је била врло битна у полуфиналној победи над Шпанијом са 14 поена.
Тамика је била међу 21 кошаркашицом које су конкурисале за женски олимпијски тим у кошарци. 20 професионалних женских кошаркашких играча, плус једна кошаркашица са колеџа (Бритни Грајнер). На крају је селектована међу 12 које су путовале у Лондон. Тамика је освојила златну медаљу са екипом САД-а,.
Била је део екипе која се такмичила на Светском првенству у Турској 2014. године и поново дошла до златне медаље.
Америчка репрезентација ју је убацила у екипу која је играла 2016. године на Олимпијским играма у Рио де Жанеиру, што је био њен други олимпијски турнир. Тамика је освојила четврту златну медаљу, победом у финалу над Шпанијом 101:72. Након одигране Олмипијаде она се и званично опростила од професионалног бављења кошарком.

## Статистика

### ВНБА

#### Регуларна сезона
| Сезона   | Екипа            | ОУ  | СУ  | МПУ  | ПШ%  | 3П%  | СБ%  | СПУ | АПУ | УПУ | БПУ | ППУ  |
| -------- | ---------------- | --- | --- | ---- | ---- | ---- | ---- | --- | --- | --- | --- | ---- |
| 2002     | Индијана         | 32  | 32  | 36,5 | 41,9 | 39,4 | 81,5 | 8,6 | 3,7 | 2,9 | 1,3 | 18,6 |
| 2003     | Индијана         | 34  | 34  | 35,6 | 43,2 | 38,7 | 84,7 | 8,0 | 3,4 | 2,1 | 1,0 | 19,7 |
| 2004     | Индијана         | 34  | 33  | 33,8 | 38,5 | 33,5 | 85,4 | 7,3 | 3,4 | 2,0 | 1,1 | 16,7 |
| 2005     | Индијана         | 34  | 34  | 34,5 | 38,3 | 28,5 | 78,8 | 7,8 | 4,2 | 2,6 | 0,5 | 14,7 |
| 2006     | Индијана         | 32  | 32  | 33,5 | 40,7 | 29,9 | 80,9 | 7,5 | 3,7 | 2,9 | 1,1 | 16,3 |
| 2007     | Индијана         | 21  | 21  | 32,3 | 41,7 | 31,1 | 82,0 | 9,0 | 4,7 | 3,1 | 1,0 | 16,6 |
| 2008     | Индијана         | 25  | 17  | 27,8 | 39,1 | 43,2 | 80,0 | 6,3 | 3,3 | 2,0 | 0,4 | 13,3 |
| 2009     | Индијана         | 34  | 34  | 31,9 | 38,6 | 32,8 | 87,3 | 7,2 | 3,1 | 2,9 | 0,5 | 15,1 |
| 2010     | Индијана         | 34  | 34  | 31,4 | 48,4 | 44,8 | 84,9 | 7,1 | 4,0 | 2,3 | 0,9 | 18,2 |
| 2011     | Индијана         | 33  | 33  | 31,5 | 43,8 | 34,8 | 88,3 | 7,1 | 3,5 | 2,0 | 0,9 | 15,5 |
| 2012†    | Индијана         | 34  | 34  | 30,5 | 43,2 | 37,9 | 86,4 | 7,6 | 3,1 | 2,1 | 0,8 | 17,4 |
| 2013     | Индијана         | 30  | 30  | 31,4 | 39,6 | 32,1 | 86,1 | 7,1 | 2,4 | 2,8 | 1,0 | 17,7 |
| 2014     | Индијана         | 16  | 16  | 26,8 | 44,6 | 36,8 | 79,0 | 6,4 | 1,9 | 1,7 | 0,8 | 16,1 |
| 2015     | Индијана         | 30  | 30  | 26,6 | 38,2 | 29,5 | 86,8 | 7,1 | 2,2 | 1,8 | 0,8 | 13,1 |
| 2016     | Индијана         | 34  | 34  | 24,8 | 43,3 | 35,0 | 86,2 | 4,8 | 1,9 | 1,8 | 0,2 | 12,7 |
| Каријере | 15 године, 1 тим | 457 | 448 | 31,5 | 41,5 | 35,5 | 84,0 | 7,3 | 3,3 | 2,4 | 0,8 | 16,1 |

#### Плеј-оф
| Сезона   | Екипа            | ОУ | СУ | МПУ  | ПШ%  | 3П%  | СБ%  | СПУ  | АПУ | УПУ | БПУ | ППУ  |
| -------- | ---------------- | -- | -- | ---- | ---- | ---- | ---- | ---- | --- | --- | --- | ---- |
| 2002     | Индијана         | 3  | 3  | 34,3 | 48,9 | 38,1 | 81,8 | 10,7 | 2,3 | 1,3 | 0,3 | 20,3 |
| 2005     | Индијана         | 4  | 4  | 36,5 | 35,6 | 41,7 | 78,6 | 9,2  | 2,2 | 2,0 | 0,2 | 17,2 |
| 2006     | Индијана         | 2  | 2  | 31,0 | 32,3 | 50,0 | 66,7 | 6,0  | 3,5 | 1,0 | 0,5 | 14,0 |
| 2007     | Индијана         | 6  | 6  | 32,7 | 37,0 | 26,3 | 87,8 | 11,0 | 3,2 | 2,2 | 0,5 | 15,8 |
| 2008     | Индијана         | 3  | 3  | 37,7 | 44,1 | 27,3 | 93,3 | 7,7  | 6,0 | 1,0 | 0,7 | 20,3 |
| 2009     | Индијана         | 10 | 10 | 35,7 | 45,9 | 25,0 | 85,0 | 10,4 | 5,4 | 3,3 | 1,4 | 17,2 |
| 2010     | Индијана         | 3  | 3  | 35,7 | 41,3 | 35,7 | 81,3 | 8,7  | 3,0 | 3,0 | 0,7 | 18,7 |
| 2011     | Индијана         | 6  | 5  | 31,7 | 33,3 | 26,7 | 78,3 | 8,3  | 2,3 | 2,2 | 0,5 | 10,0 |
| 2012†    | Индијана         | 10 | 10 | 34,7 | 37,6 | 32,7 | 89,7 | 8,5  | 3,1 | 2,3 | 1,8 | 19,0 |
| 2013     | Индијана         | 4  | 4  | 31,0 | 43,1 | 33,3 | 78,1 | 7,8  | 2,5 | 1,5 | 0,8 | 18,5 |
| 2014     | Индијана         | 5  | 5  | 34,0 | 31,1 | 11,1 | 90,0 | 9,2  | 3,2 | 2,6 | 0,6 | 16,6 |
| 2015     | Индијана         | 11 | 11 | 32,7 | 43,3 | 46,9 | 85,7 | 6,9  | 2,6 | 2,0 | 1,0 | 16,3 |
| 2016     | Индијана         | 1  | 1  | 29,9 | 33,3 | 00,0 | 83,3 | 10,0 | 0,0 | 3,0 | 0,0 | 13,0 |
| Каријера | 13 година, 1 тим | 68 | 67 | 34,0 | 39,7 | 32,8 | 85,4 | 8,8  | 3,3 | 2,2 | 0,9 | 16,8 |